# Merino mayor de Guipúzcoa
El merino mayor de Guipúzcoa era un oficial de alto rango al servicio de la Corona castellana que tenía encomendadas algunas competencias judiciales y militares en la merindad mayor de Guipúzcoa, territorio incluido en la actualidad en la provincia de Guipúzcoa del País Vasco (España).

## Historia

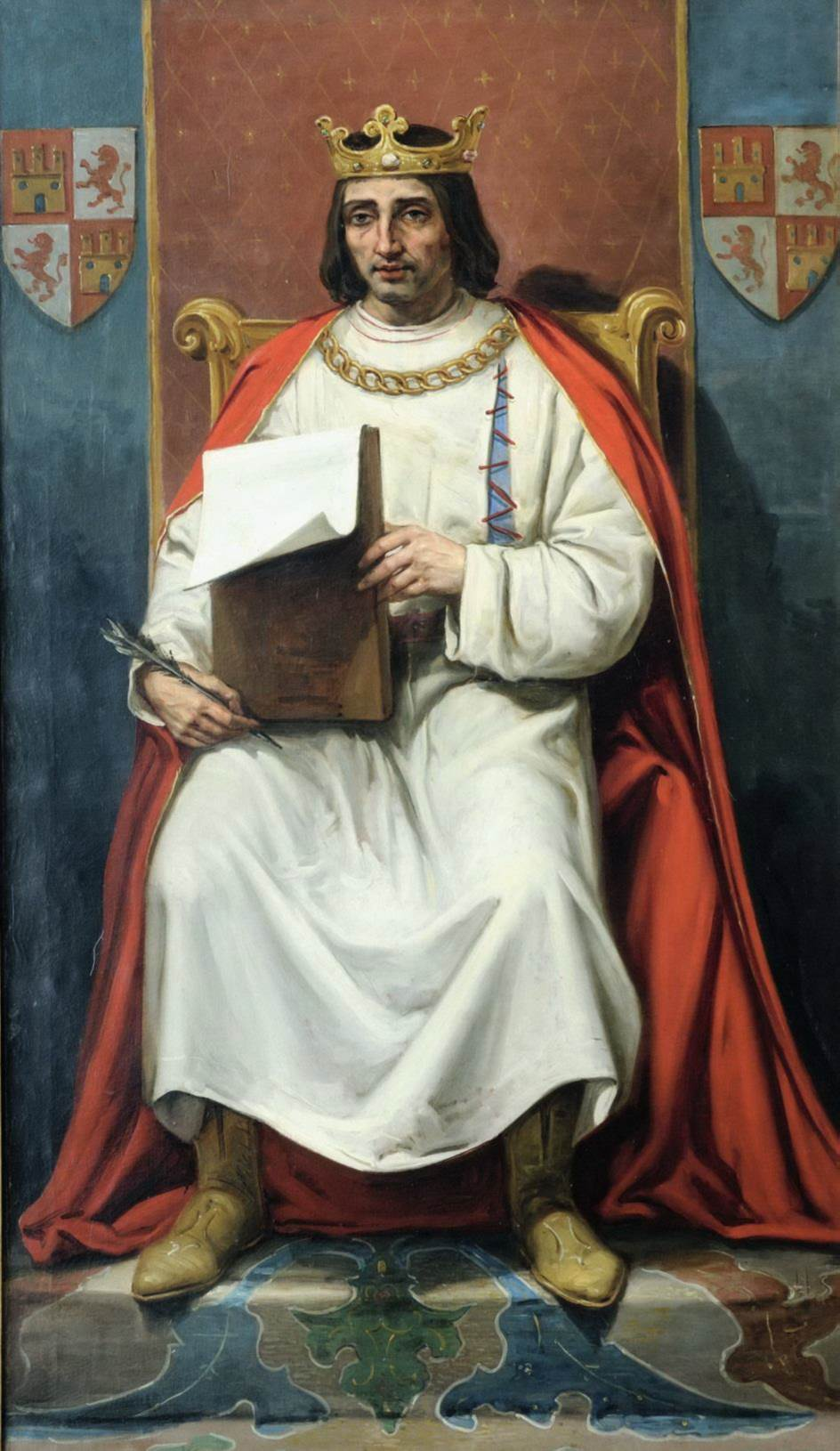
Retrato imaginario de Alfonso X de Castilla. José María Rodríguez de Losada. (Ayuntamiento de León).

Lamingueiro Fernández señaló que ya desde los siglos X y XI los monarcas leoneses intentaron hacer que su presencia fuera efectiva en todos los lugares de su jurisdicción, por lo que se vieron obligados a llevar a cabo una política particular en cada uno de ellos, y de ese modo aparecieron las merindades mayores y menores, las tenencias, los alfoces y posteriormente, a mediados del siglo XIII y en el reinado de Alfonso X de Castilla, los adelantamientos.
En el reinado de Fernando III de Castilla ya estaban plenamente definidas las jurisdicciones y competencias de los merinos mayores y menores, y Lamingueiro Fernández señaló que los primeros eran oficiales de la Corona de alto rango, con extensas competencias jurídico-administrativas, y con poderes recibidos directamente de manos del rey. Y fue también el rey Fernando III quien designó merinos mayores para el reino de Castilla y posteriormente para los de León, Galicia y Murcia.
A la muerte de Fernando III de Castilla, su hijo y heredero, Alfonso X, mantuvo la misma división administrativa que había existido en el reinado de su padre y, de ese modo, todos sus territorios continuaron divididos en cuatro merindades mayores, aunque en 1253 se creó el adelantamiento mayor de la frontera para los territorios limítrofes con el reino nazarí de Granada, y en 1258, cinco años después, los merinos mayores de León, Castilla y Murcia fueron reemplazados por adelantados mayores. Y en 1263 también se nombró un adelantado mayor de Galicia para reemplazar al merino mayor de ese territorio.
Desde que comenzó el reinado de Sancho IV de Castilla, en 1284, hasta que su nieto Alfonso XI de Castilla alcanzó la mayoría de edad, que sería confirmada en las Cortes de Valladolid de 1325, y a excepción de algunos casos particulares, el territorio guipuzcoano fue gobernado por los adelantados y merinos mayores de Castilla, que a veces eran el mismo individuo, aunque como caso excepcional es necesario mencionar que el noble castellano Gómez Carrillo era merino mayor de Guipúzcoa en 1315.
Pero fue en 1332, durante el reinado de Alfonso XI de Castilla, cuando quedó establecida «de forma definitiva», en palabras de José Luis Orella Unzué, la merindad mayor de Guipúzcoa, y en el Ordenamiento de Alcalá de las Cortes de Alcalá de 1348 también quedó también confirmado que las merindades de Álava y Guipúzcoa serían separadas de la merindad mayor de Castilla y se convertirían en merindades mayores con su respectivo merino mayor.

## Merinos mayores de Guipúzcoa

### Reinado de Alfonso X de Castilla (1252-1284)
- (1261-1282) Diego López de Salcedo. Fue miembro de la Cofradía de Arriaga,[5] merino mayor de Castilla y adelantado de Álava y Guipúzcoa en el reinado de Alfonso X,[6] aunque conviene señalar que sus funciones de adelantado en esos territorios, que constituían una merindad mayor, eran similares a las de un merino mayor.[7] En octubre de 1283 ya era uno de los partidarios del infante Sancho, que posteriormente llegaría a reinar como Sancho IV de Castilla, en la rebelión de este último contra su padre, Alfonso X,[8] y en 1294, reinando ya Sancho IV, era merino mayor de Álava.[9]

### Reinado de Sancho IV de Castilla (1284-1295)
- (1291) Sancho Martínez de Leiva. Fue merino mayor de Castilla y también de Guipúzcoa.[10][11]
- (1294) Diego López de Salcedo.

### Reinado de Fernando IV de Castilla (1295-1312)

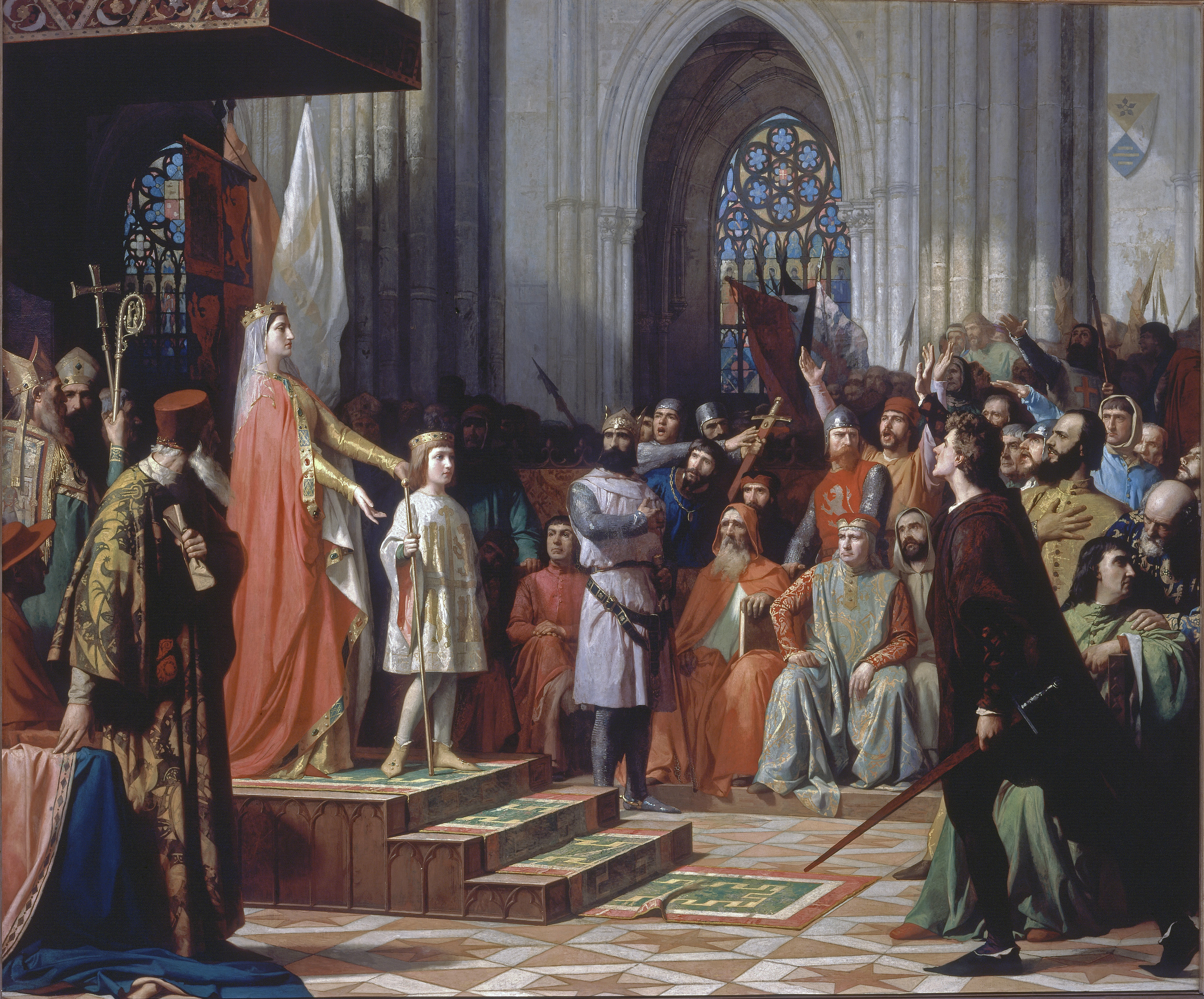
María de Molina presenta a su hijo Fernando IV en las Cortes de Valladolid de 1295. Óleo sobre lienzo de Antonio Gisbert Pérez. 1863. (Congreso de los Diputados de España).

- (1298-1304) Diego López de Salcedo. Hay constancia de que en 1304, durante el reinado de Fernando IV de Castilla, era merino mayor de Guipúzcoa.[12]
- (1305) Beltrán Ibáñez de Guevara. Fue señor de Oñate,[13] miembro de la Cofradía de Arriaga,[14] merino mayor de Guipúzcoa durante los reinados de Fernando IV, Alfonso XI, Pedro I y Enrique II[15] y merino de Pamplona.[16] Además, el rey Enrique II le concedió en 1370, y por juro de heredad, las Salinas de Léniz y la escribanía y ferrerías de la villa de Mondragón,[17] contrajo matrimonio con Elvira Sánchez de Ayala, y fue el padre de los hermanos Juan Vélez de Guevara, Beltrán Vélez de Guevara y Ladrón Vélez de Guevara.[13]
- (1309) Diego López de Salcedo.[18]

### Reinado de Alfonso XI de Castilla (1312-1350)
- (1315) Gómez Carrillo.[19]
- (1317) Juan Martínez de Balda.[15]
- (1322) Juan Sánchez Marroquín de Salcedo. Hay constancia de que en 1322 era prestamero de Vizcaya y merino mayor de Guipúzcoa.[13]
- (1328-1332) Beltrán Ibáñez de Guevara.[15]
- (1335-1340) Ladrón Vélez de Guevara. Era hijo de Beltrán Ibáñez de Guevara,[20] de quien heredó el señorío de Oñate, y fue miembro de la Cofradía de Arriaga, prestamero de Vizcaya y merino mayor de Guipúzcoa.[15] Además, contrajo matrimonio con Sancha de Haro, con quien tuvo un hijo llamado Beltrán, y falleció en 1344 durante el asedio de Algeciras.[21]
- (1341) Lope Díaz de Rojas. Era miembro de la familia Rojas que se estableció en el municipio alavés de Campezo, y fue señor de la aldea de Espejo y de varias decenas de aldeas situadas en las merindades de Castrojeriz, Aguilar de Campoo y Villadiego.[17] Además, fue merino mayor de Castilla y de Guipúzcoa[22] y prestamero de Vizcaya,[23] y José Luis Orella Unzué señaló que posiblemente era pariente de Ruy Sánchez de Rojas, que era miembro de la Cofradía de Arriaga en 1332 al igual que su hijo, Ruy Díaz[24] o Sánchez de Rojas.[17]
- (1343) Beltrán Ibáñez de Guevara.
- (1345-1349) Lope Díaz de Rojas.

### Reinado de Pedro I de Castilla (1350-1369)

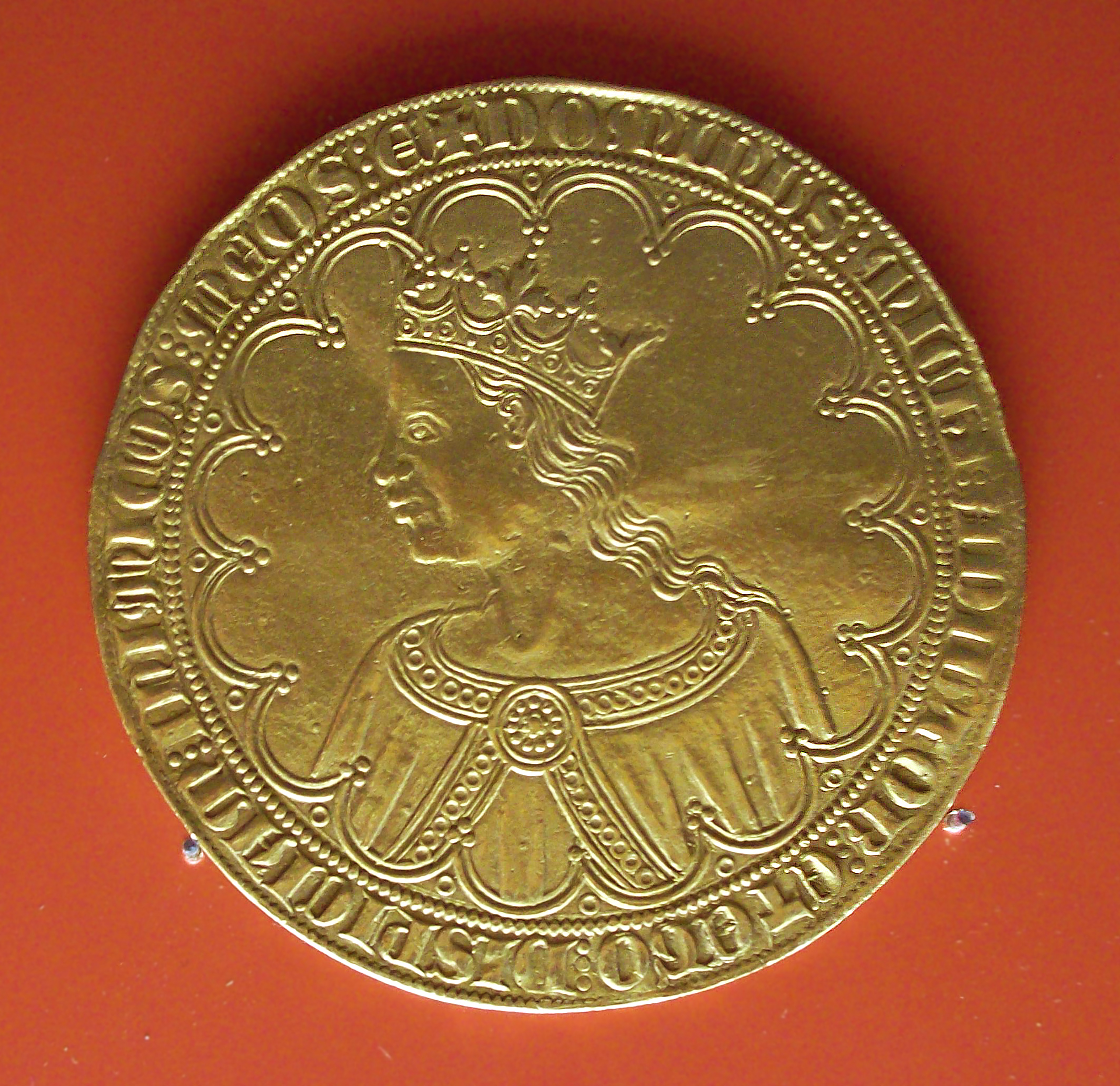
Gran dobla o dobla de a diez de Pedro I de Castilla, hijo y sucesor de Alfonso XI, acuñada en Sevilla en 1360. (M.A.N., Madrid).

- (1351-1353) Lope Díaz de Rojas. En septiembre de 1352 fue uno de los encargados, al igual que al adelantado mayor de Castilla, Garci II Fernández Manrique de Lara, y que el merino mayor de Álava, Pedro González de Mendoza, de que los habitantes de la ciudad de Vitoria el derecho a poder importar vino procedente del reino de Navarra.[25]
- (1359) Beltrán de Guevara. Fue señor de Oñate y merino mayor de Guipúzcoa,[26] y hay constancia de que confirmó algunos documentos expedidos durante las Cortes de Valladolid de 1351, que fueron las primeras del reinado de Pedro I de Castilla.[15]
- (1368) Fernán Pérez de Ayala.[27] Era hijo de Pedro López de Ayala, adelantado mayor del reino de Murcia, y de Sancha Fernández de Barroso,[28] y fue señor de Ayala, Llodio, Arrastaria, Urcabustaiz y Cuartango, merino mayor de Guipúzcoa en el reinado de Pedro I, merino mayor de Castilla en el de Enrique II, y miembro de la Cofradía de Arriaga.[27] Y contrajo matrimonio con Elvira Álvarez de Ceballos, con quien tuvo varios hijos.[29]
- (1368) Beltrán Ibáñez de Guevara.[15]

### Reinado de Enrique II de Castilla (1369-1379)
- (1370) Beltrán Ibáñez de Guevara.[15]
- (1370-1375) Ruy Díaz de Rojas.[30] Era hijo de Lope Díaz de Rojas,[27] y fue merino mayor de Guipúzcoa y un destacado marino, por lo que tomó parte en varias campañas navales contra los navarros y los ingleses en la década de 1370.[30]
- (1376) García Pérez de Camargo. En el reinado de Enrique II fue alcalde de la Real Audiencia, en un privilegio otorgado por este monarca en la ciudad de Sevilla en abril de 1376 se le menciona como merino mayor de Guipúzcoa.[31] y Cañas Gálvez señaló que durante el reinado de Juan I de Castilla fue alcalde del rey y que en 1390 fue uno de los dos alcaldes del reino de Castilla junto con el doctor Juan Sánchez.[32]

### Reinado de Juan I de Castilla (1379-1390)

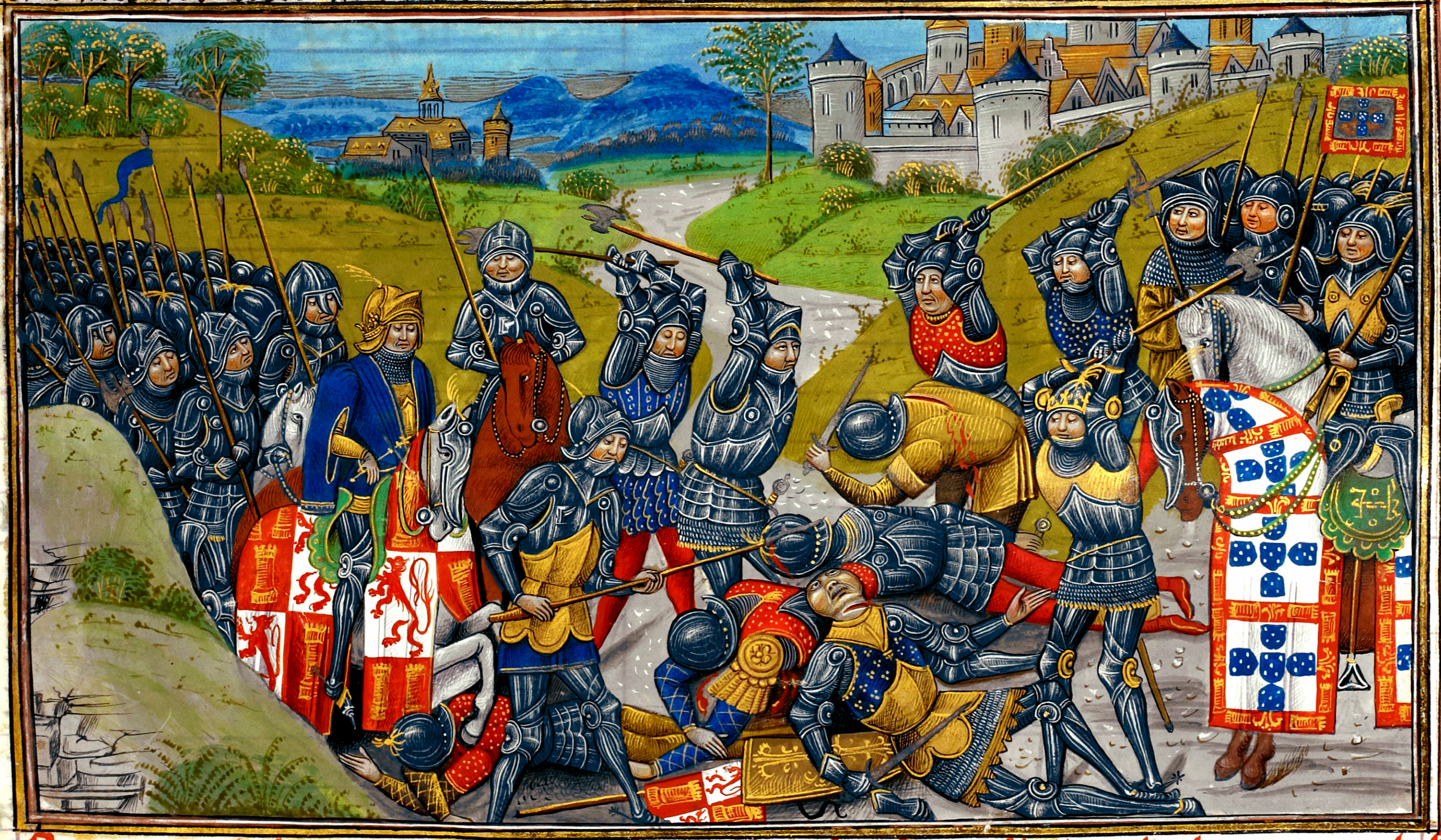
Miniatura medieval que representa la batalla de Aljubarrota, librada en 1385.

- (1379-1389) Pero López de Ayala. Era hijo de Fernán Pérez de Ayala, señor de Ayala, y de Elvira Álvarez de Ceballos,[29] y fue señor de Ayala y Salvatierra, canciller mayor de Castilla,[33] camarero mayor del rey Pedro I de Castilla,[34] alférez mayor del pendón de la Orden de la Banda,[35] corregidor][36] y merino mayor de Guipúzcoa,[37] alcalde mayor de Toledo, merino y alcalde mayor de Vitoria,[36] y oidor de la Audiencia Real en el reinado de Juan I de Castilla.[38]
- Pedro Manrique de Lara. Era hijo de Garci II Fernández Manrique de Lara, y el historiador Francisco de Paula Cañas Gálvez afirmó que fue merino mayor de Guipúzcoa durante el reinado de Juan I de Castilla, aunque sin mencionar en qué año ejerció el cargo,[37] y por otra parte también hay constancia de que fue adelantado y merino mayor de Castilla.[39]

### Reinado de Enrique III de Castilla (1390-1406)
- (1394-1401) Fernán Pérez de Ayala. Era hijo del canciller Pero López de Ayala y de Leonor de Guzmán, y fue señor de Ayala y de Salvatierra, alférez mayor del pendón de la Orden de la Banda, embajador en el reino de Francia,[29] y merino mayor de Guipúzcoa y corregidor en ese territorio, aunque en 1396 el doctor en leyes Gonzalo Moro fue el corregidor y veedor de Guipúzcoa y Fernán Pérez de Ayala únicamente el merino mayor.[40] Además, falleció en 1436, y contrajo matrimonio con María Sarmiento, que era hija del mariscal de Castilla Diego Gómez Sarmiento y de Leonor Enríquez de Castilla y bisnieta del rey Alfonso XI de Castilla.[29]